# Космополіс (Вашингтон)
Космополіс (англ. Cosmopolis) — місто (англ. city) в США, в окрузі Ґрейс-Гарбор штату Вашингтон. Населення — 1638 осіб (2020).

## Географія
Космополіс розташований за координатами 46°57′16″ пн. ш. 123°46′22″ зх. д. / 46.95444° пн. ш. 123.77278° зх. д. (46.954312, -123.772895).  За даними Бюро перепису населення США в 2010 році місто мало площу 3,93 км², з яких 3,45 км² — суходіл та 0,48 км² — водойми.

## Демографія
Згідно з переписом 2010 року, у місті мешкало 1649 осіб у 677 домогосподарствах у складі 463 родин. Густота населення становила 420 осіб/км².  Було 714 помешкання (182/км²).
Расовий склад населення:
| - 88,5 % — білих - 3,0 % — азіатів - 1,6 % — корінних американців - 0,3 % — вихідців з тихоокеанських островів - 0,1 % — чорних або афроамериканців - 3,6 % — осіб інших рас |

До двох чи більше рас належало 2,9 %. Частка іспаномовних становила 6,1 % від усіх жителів.
За віковим діапазоном населення розподілялося таким чином: 22,6 % — особи молодші 18 років, 61,1 % — особи у віці 18—64 років, 16,3 % — особи у віці 65 років та старші. Медіана віку мешканця становила 41,5 року. На 100 осіб жіночої статі у місті припадало 95,8 чоловіків;  на 100 жінок у віці від 18 років та старших — 94,7 чоловіків також старших 18 років.
Середній дохід на одне домашнє господарство  становив 61 192 долари США (медіана — 58 304), а середній дохід на одну сім'ю — 66 171 долар (медіана — 63 382). Медіана доходів становила 47 974 долари для чоловіків та 34 063 долари для жінок. За межею бідності перебувало 9,2 % осіб, у тому числі 8,9 % дітей у віці до 18 років та 2,7 % осіб у віці 65 років та старших.
Цивільне працевлаштоване населення становило 633 особи. Основні галузі зайнятості: освіта, охорона здоров'я та соціальна допомога — 20,9 %, роздрібна торгівля — 16,6 %, публічна адміністрація — 12,0 %, фінанси, страхування та нерухомість — 9,5 %.